# Aeroportul Municipal Mena Intermountain
Aeroportul Municipal Mena Intermountain (IATA: UMZ, ICAO: KMEZ, FAA LID: MEZ) este un aeroport din Arkansas, Statele Unite ale Americii ce deservește zona Mena⁠(d). A fost numit după zona deservită.
Situat la o altitudine de 329 m, aeroportul dispune de 2 piste.

## Infrastructură

### Piste
Aeroportul dispune de 2 piste. Pista 09/27 are suprafața de asfalt și dimensiunile 6.001 picioare × 100 picioare. Pista 17/35 are suprafața de asfalt și dimensiunile 5.000 picioare × 75 picioare. 